# ژرم‌پلاسم

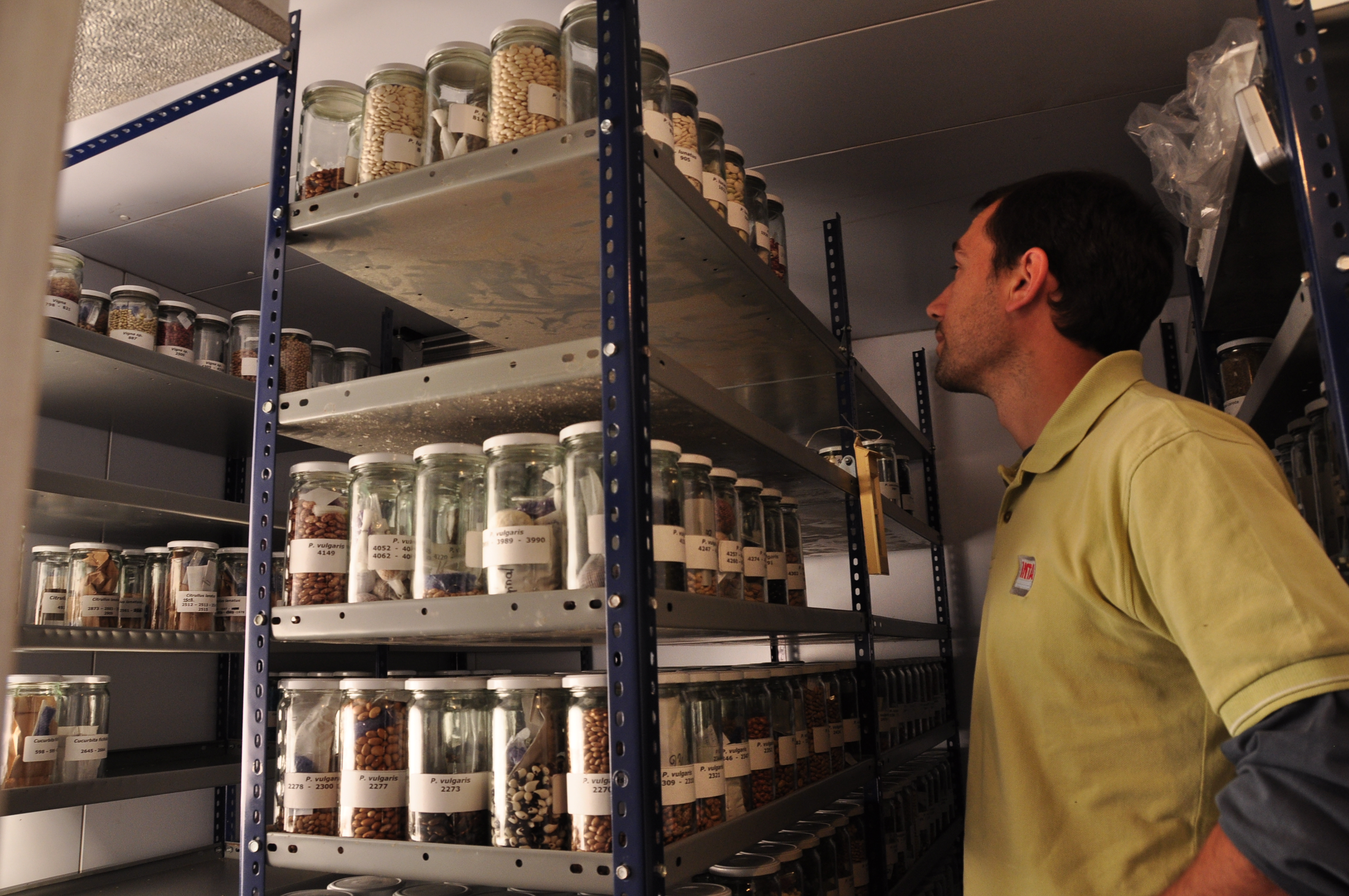
بانک ژرم‌پلاسم موسسه ملی فناوری کشاورزی آرژانتین

ژرم‌پلاسم (انگلیسی: Germplasm) به هر نوع ماده گیاهی که در تولید و اصلاح‌نژاد به‌کار می‌رود گفته می‌شود و شامل بذر، گیاه کامل و بافت‌های گیاهی است.
ژرم‌پلاسم وحشی گونه‌های گیاهی به‌واسطۀ اکتساب سازگاری در سطح ژن تا خصوصیات ظاهری، سازگاری مقبولی به انواع تنش‌های محیطی نشان می‌دهند که استفاده از آن‌ها در جنگل‌کاری‌ها، کشاورزی، و باغداری مورد توجه قرار می‌گیرد.